# Cassini (cratère martien)
Pour les articles homonymes, voir Cassini.
Cassini est un cratère d'impact de 412 km de diamètre situé sur Mars dans le quadrangle d'Arabia par 23,6º N et 31,8º E. Il tire son nom de l'astronome savoisien Giovanni Cassini (1625-1712).

## Géographie et géologie
Cassini se situe dans l'est de la région d'Arabia Terra, non loin de Terra Sabaea, au nord du cratère Tikhonravov. Toute cette région a été identifiée au début du siècle comme l'une des plus riches en eau de la surface de Mars, grâce au spectromètre à neutrons du spectromètre à rayons X de la sonde américaine 2001 Mars Odyssey. La topographie des environs de Cassini est de ce point de vue révélatrice d'un lointain passé humide par l'abondance relative des formations évoquant des lits de cours d'eau fossilisés, tels que Scamander Vallis au sud et Indus Vallis au sud-est.
Des études récentes indiqueraient par ailleurs que certains cratères d'impact d'Arabia Terra ont pu contenir de grands lacs : Cassini en ferait partie, dans la mesure où ses contours semblent avoir été atténués par les eaux, avec des chenaux de flux et de reflux ; il aurait alors contenu plus d'eau que le lac Baïkal.
Enfin, la région a également été identifiée comme étant l'une des principales source de méthane dans l'atmosphère de Mars, méthane qui pourrait provenir d'un processus hydrothermal souterrain.